# Vertigo (Gattung)
Die Gattung Vertigo ist eine artenreiche Gattung der Familie der Windelschnecken (Vertiginidae) aus der Unterordnung der Landlungenschnecken (Stylommatophora).

## Merkmale
Die Vertreter der Gattung Vertigo besitzen rechts- und linksgewundene, zylindrische, länglich-zylindrische bis eiförmige Gehäuse mit 5 bis 8 Windungen. Die Gehäuse werden bis zu 4 mm hoch und 2,3 mm breit. Sie sind meist glatt, selten berippt und meist dunkel gefärbt. Die Umgänge sind konvex gewölbt bis annähernd abgeflacht. Der Außenrand der Mündung ist häufig abgeflacht oder leicht nach innen gewölbt. Der Mündungsrand ist einfach mit scharfem Rand, oder lippig verdickt und/oder nach außen gebogen. Die Mündung kann mit bis zu sieben Zähnen bewehrt sein, kann aber auch unbewehrt sein.
Im Geschlechtsapparat ist der Penis vergleichsweise lang mit einem Epiphallus. Der Penisappendix fehlt, der Penisretraktormuskel besteht aus einem Muskelstrang. Er setzt am Epiphallus an. Der Samenleiter ist lang und die Vagina ist vergleichsweise lang. Der Stiel der Samenblase ist vergleichsweise sehr lang und einige Male länger als die länglich-eiförmige Samenblase selber.

## Geographische Verbreitung
Die Arten der Gattung kommen in der Holarktis vor.

## Taxonomie
Das Taxon wurde 1773 von Otto Friedrich Müller aufgestellt. Typusart ist 
Vertigo pusilla Müller, 1774 durch subsequente Monotypie. Derzeit werden über 70 Arten zur Gattung Vertigo gestellt. Allerdings ist der Umfang doch recht unsicher, da es keine umfassende Revision der Gattung gibt. Die 2010 von Jeffrey Nekola und Brian Jones als gültige Taxa akzeptierten Vertigo-Arten Nordamerikas sind durch Einzelnachweis markiert.
- Vertigo alabamensis Clapp, 1915 (syn. Vertigo conecuhensis Clapp, 1915)[5]
- Vertigo allyniana Berry, 1919
- Alpen-Windelschnecke (Vertigo alpestris Alder, 1838) mit den Unterarten 
  - Vertigo alpestris alpestris
  - Vertigo alpestris uturyotoensis Kuroda & Fukuda, 1944
- Vertigo andrusiana Pilsbry, 1899
- †Vertigo angulifera Boettger, 1884, Badenium, Sarmatium (Miozän)[6]
- Schmale Windelschnecke (Vertigo angustior (Jeffreys, 1830))
- Sumpfwindelschnecke (Vertigo antivertigo (Draparnaud, 1801))
- Vertigo arctica (Wallenberg, 1858)
- Vertigo arizonensis (Pilsbry & Vanatta, 1900) (= Vertigo gouldi arizonensis Pilsbry & Vanatta, 1900)[5]
- Vertigo arthuri von Martens, 1882 (syn. Vertigo gouldi basidens Pilsbry & Vanatta, 1900)[5]
- Vertigo berryi Pilsbry, 1919
- †Vertigo bifida (Deshayes, 1863), Chattium
- Vertigo binneyana Sterki, 1890[5]
- †Vertigo bipalatata Schütt, 1994[7]
- Vertigo bollesiana (Morse, 1865)[5]
- Vertigo botanicorum Horsak & Pokryszko, 2010
- †Vertigo brusinai Stefani, 1880, Pliozän
- Vertigo californica Rowell, 1861
- Vertigo callosa (Reuss, 1852) (mit zahlreichen Unterarten und Varietäten), Mittel- bis Obermiozän[6]
- †Vertigo capellinii Sacco, 1886, Pliozän
- Vertigo clappi Brooks & Hunt, 1936[5]
- Vertigo columbiana Pilsbry & Vanatta, 1900
- Vertigo concinnula Cockerell, 1897[5]
- Vertigo cristata Sterki, 1919[5]
- Vertigo dalliana Sterki, 1890
- †Vertigo defrancei (Brogniart, 1810), Chattium
- Vertigo elatior Sterki, 1894[5]
- †Vertigo elsheimensis Boettger, 1889, Rupelium
- Vertigo eogia Pilsbry, 1919 mit den Unterarten: 
  - Vertigo eogia eogia
  - Vertigo eogia stagnalis (Kuroda, 1941)
- Vertigo extima (Westerlund, 1877)
- †Vertigo flexidens (Reuss, 1860), Aquitanium
- Blanke Windelschnecke (Vertigo genesii (Gredler, 1856))
- Vierzähnige Windelschnecke (Vertigo geyeri Lindholm, 1925)
- †Vertigo globosa Sacco, 1886, Pliozän
- Vertigo gouldii (Binney, 1843) mit den Unterarten: 
  - Vertigo gouldii gouldii,
  - Vertigo gouldi coloradoensis (Cockerell, 1891)
  - Vertigo gouldi inserta (Pilsbry, 1919)
- Vertigo hannai (Pilsbry, 1919)[5]
- †Vertigo hauchecornei Klebs, 1886, Eozän
- Vertigo hebardi Vanatta, 1912[5]
- Schlanke Windelschnecke (Vertigo heldi (Clessin, 1877))
- Vertigo hinkleyi Pilsbry, 1921
- Vertigo hirasei Pilsbry, 1901 mit den Unterarten:
  - Vertigo hirasei hirasei
  - Vertigo hirasei glans Pilsbry & Hirase, 1904
- Vertigo hubrichti (Pilsbry, 1934) (syn. Vertigo brierensis Leonard, 1972, Vertigo hubrichti variabilis Frest, 1991, Vertigo iowaensis Frest, 1991)[5]
- Vertigo hydrophila Reinhardt, 1877
- Vertigo idahoensis Pilsbry, 1934
- Vertigo japonica Pilsbry & Hirase, 1904
- †Vertigo kochi Boettger, 1889, Chattium
- †Vertigo kuenowii Klebs, 1886, Eozän
- Vertigo kushiroensis Pilsbry & Hirase, 1905
- Moorwindelschnecke (Vertigo lilljeborgi (Westerlund, 1871))
- Vertigo malleata Coles & Nekola, 2007[5]
- †Vertigo maresi Bourguignat, 1862, Pliozän
- †Vertigo marki Gulick, 1904, Pliozän
- †Vertigo maxillosa Schütt, 1994[7]
- Vertigo meramecensis Van Hasselt, 1835[5]
- Vertigo microsphaera Schileyko, 1984
- Vertigo milium (Gould, 1840)[5]
- †Vertigo minor Boettger, 1870, Burdigalium
- Vertigo miyakejimana Pilsbry & Hirase, 1919
- Arktische Windelschnecke (Vertigo modesta (Say, 1824)) mit den Unterarten: 
  - Vertigo modesta modesta
  - Vertigo modesta castanea Brooks & Brooks, 1940
  - Vertigo modesta corpulenta Morse, 1865
  - Vertigo modesta hoppii (Möller, 1842)
  - Vertigo modesta ingersolli Cockerell, 1891
  - Vertigo modesta ultima (Pilsbry, 1948)[5]
- †Vertigo moeniana Zinndorf, 1901 Chattium
- Vertigo morsei Sterki, 1894[5]
- Bauchige Windelschnecke (Vertigo moulinsiana (Dupuy, 1849))
- †Vertigo myrmido Michaud, 1855, Pliozän
- Vertigo nangaparbatensis Pokryszko & Hlaváč, 2009[8]
- Vertigo neglecta Arango in Poey, 1856
- Vertigo nitens Pease, 1861
- Vertigo nitidula (Mousson, 1876) (syn. Vertigo sieversi Boettger, 1879)[9]
- †Vertigo nouleti Michaud, 1862, Pliozän
- †Vertigo numellata Gulick, 1904
- Vertigo nylanderi Sterki, 1909[5]
- Vertigo occidentalis Sterki, 1907
- Vertigo okinoerabuensis Pilsbry & Hirase, 1904
- Vertigo oralis Sterki, 1898[5]
- Vertigo oscariana Sterki, 1890[5]
- Vertigo oughtoni Pilsbry, 1948[5]
- Vertigo ovata (Say, 1822)[5]
- †Vertigo ovatula (Sandberger, 1874) (mit mehreren Unterarten), Chattium
- Vertigo paradoxa Sterki in Pilsbry, 1900[5]
- Vertigo parcedentata (Al. Braun, 1847)
- Vertigo parvula Sterki, 1890[5]
- Vertigo perryi Sterki, 1905[5]
- †Vertigo protracta (Sandberger, 1874), Chattium
- †Vertigo pseudoantivertigo Paladilhe, 1873, Pliozän
- Vertigo pseudosubstriata Ložek, 1954
- Linksgewundene Windelschnecke (Vertigo pusilla (O. F. Müller, 1774)), rezent und ?Pliozän
- Gemeine Windelschnecke (Vertigo pygmaea (Draparnaud, 1801)), rezent und ?Pliozän[5]
- Vertigo rowelli (Newcomb, 1860)
- Vertigo rugosula Sterki, 1890 (syn. Vertigo wheeleri Pilsbry, 1928)[5]
- Nordische Windelschnecke (Vertigo ronnebyensis (Westerlund, 1871))
- †Vertigo sandbergeri Wenz, 1923, Tortonium
- Vertigo sterkii Pilsbry, 1919
- Gestreifte Windelschnecke (Vertigo substriata (Jeffreys, 1833))
- Vertigo superstriata Pokryszko & Auffenberg, 2009[8]
- Vertigo teskeyae Hubricht, 1961[5]
- Vertigo torrei Aguayo & Jaume, 1934
- Vertigo tosana Pilsbry, 1919
- Vertigo tridentata Wolf, 1870[5]
- †Vertigo tuchoricensis Pilsbry. 1919
- Vertigo ultimathule von Proschwitz, 2007
- Vertigo ventricosa (E. S. Morse, 1865)[5]

Vertigo shimochii Kuroda & Amano, 1960 wurde 2012 mit Gastrocopta servilis (Gould, 1843) synonymisiert.
Schileyko (1998) unterteilt die Gattung in acht Untergattungen: 
- Vertigo (Vertigo) Müller, 1773
- Vertigo (Alloptyx) Pilsbry, 1953
- Vertigo (Augustula) Sterki, 1888
- Vertigo (Isthmia) Gray, 1821
- Vertigo (Nearctula) Sterki, 1892
- Vertigo (Ptychalaea) O. Boettger, 1889
- Vertigo (Staurodon) Lowe, 1852
- Vertigo (Vertillaria) Pilsbry, 1920

Diese Unterteilung hat aber kaum Anklänge gefunden. Einige Untergattungen wurden auch als eigenständige Gattungen aufgefasst. Andere Autoren bewerten auch Vertilla Moquin-Tandon, 1856 als Untergattung von Vertigo.

## Belege